# Влада Стојиљковић
Влада Стојиљковић (1938 — 2002) био је српски књижевник, преводилац и ликовни уметник. 

## Биографија
Основну школу и гимназију завршио је у Нишу. Дипломирао је енглески језик на Филолошком факултету у Београду. Члан Удружења књижевника Србије и Удружења ликовних уметника примењене уметности Србије. Радни век је провео у редакцији Дечјег програма Радио Београда. Аутор је бројних дечјих и других радио-драма извођених на готово свим југословенским радио-станицама.
Излагао је на изложбама УЛУПУС-а „Златно перо“ и превео са енглеског више књига од којих романе „Врли нови свет“ Олдуса Хакслија и „1984“ Џорџа Орвела, „Леси се враћа кући“ Ерика Најта, „Гуливерова путовања“ Џонатана Свифта и „Иби поново јаше“ Алфреда Жарија. Био је члан редакције Интернационалне ревије СИГНАЛ, а седамдесетих година активно је учествовао у сигналистичком покрету.

## Дела
- „Кишобран је распродан“, 1972;
- „Замислите један датум“, 1974;
- „Сијалица од сто коњских снага“, 1976;
- „Да ли да се понашам“, 1978;
- „Одавде довде“, 1978;
- „Блок 39“, 1979;
- „Пегава и дебели“, 1982;
- „Писмописац“, 1995.

## Заступљен у антологијама:
- Мирољуб Тодоровић, „Сигналистичка поезија“, 1971;
- Мирољуб Тодоровић, „Конкретна, визуелна и сигналистичка поезија“, 1975;
- Душко Радовић, „Антологија српске поезије за децу“ 1990.
- Димитрије Миленковић, „Све што цвета“ (антологија поезије за децу), 1996;
- Милутин Лујо Данојлић, „Ал се небо осмехива“ (антологија српске поезије за децу), 2002;
- Миливоје Р. Јовановић, „Антологија нишких песника за децу“, 2004;
- Дејан Богојевић, „Моћ чигре“ (антологија српске поезије за децу), 2004;
- Тихомир Петровић „Антологија српске поезије за децу“, 2006.